# Indent
 (septembre 2012).
indent est un logiciel libre de mise en forme de codes sources en langage C. Il modifie l'apparence d'un fichier source en ajoutant ou supprimant des espaces et des retours à la ligne.
indent fait partie du projet GNU, Il est distribué selon les termes de la licence GNU GPL.

## Exemple
On souhaite indenter le fichier suivant :
```
/* exemple à indenter */

#include
 
<stdio.h>

int
 
main
(
void
)

{

 
char
 
msg
[]
 
=
 
"hello world
\n
"
;

 
char
 
*
 
end
 
=
 
msg
 
+
 
sizeof
 
(
msg
);

 
char
 
*
 
cur
;

 
for
(
cur
 
=
 
msg
;
 
cur
 
!=
 
end
;
 
++
cur
)
 
{
 
putchar
(
*
cur
);
 
}

 
return
 
0
;

}

```

Avec les paramètres par défaut, on obtient le style GNU:
```
#include
 
<stdio.h>

int

main
 
(
void
)

{

  
char
 
msg
[]
 
=
 
"hello world
\n
"
;

  
char
 
*
end
 
=
 
msg
 
+
 
sizeof
 
(
msg
);

  
char
 
*
cur
;

  
for
 
(
cur
 
=
 
msg
;
 
cur
 
!=
 
end
;
 
++
cur
)

    
{

      
putchar
 
(
*
cur
);

    
}

  
return
 
0
;

}

```

Avec l'option -kr (pour "Kernighan and Ritchie"), on obtient :
```
#include
 
<stdio.h>

int
 
main
(
void
)

{

    
char
 
msg
[]
 
=
 
"hello world
\n
"
;

    
char
 
*
end
 
=
 
msg
 
+
 
sizeof
(
msg
);

    
char
 
*
cur
;

    
for
 
(
cur
 
=
 
msg
;
 
cur
 
!=
 
end
;
 
++
cur
)
 
{

	
putchar
(
*
cur
);

    
}

    
return
 
0
;

}

```